# Cratere Main (Luna)

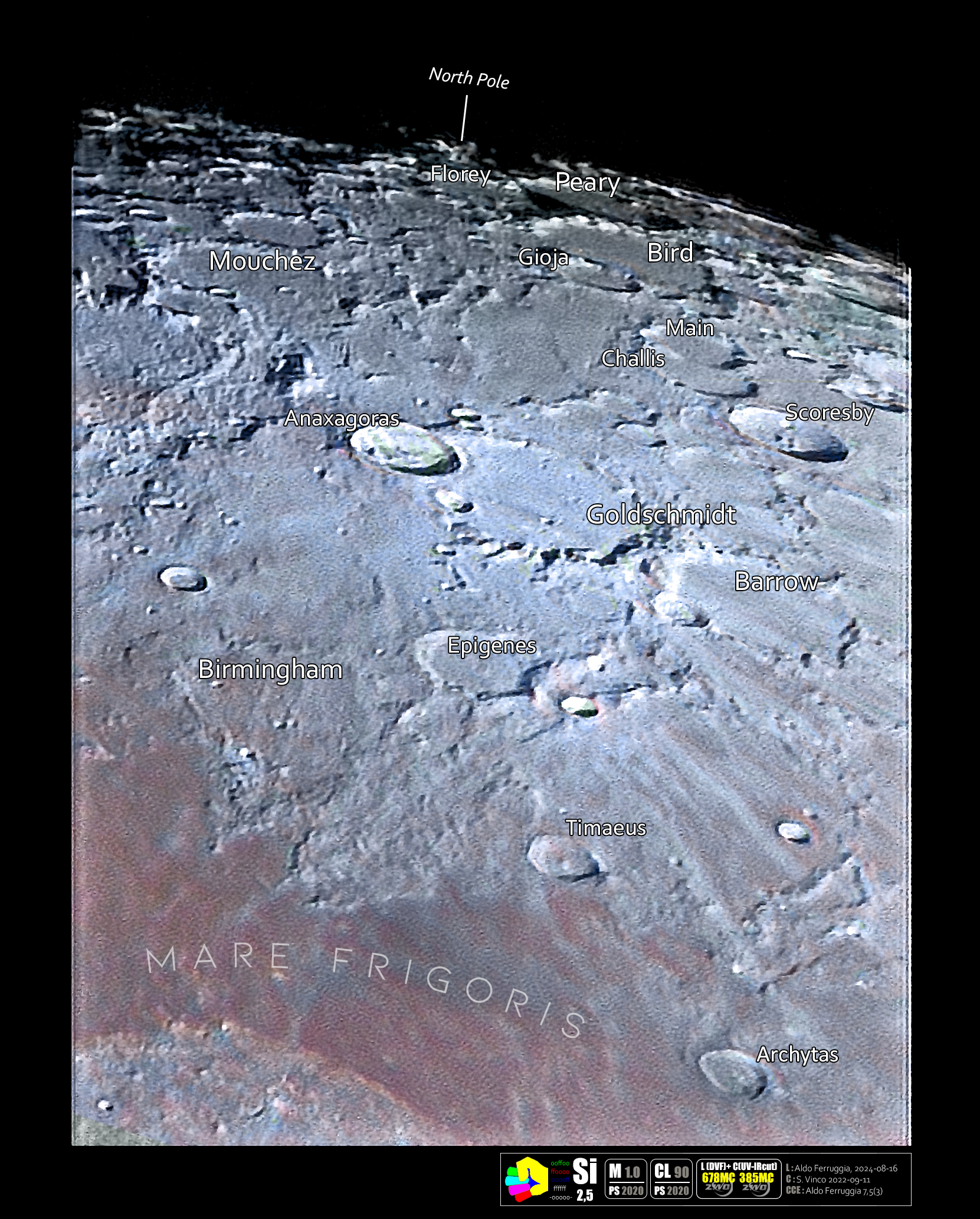
Immagine dell'area del cratere in formato Si. Vedi anche:

Main è un cratere lunare intitolato all'astronomo britannico Robert Main. Si trova in prossimità del Polo Nord lunare. Il bordo meridionale della formazione è stato inglobato dal più grande cratere Challis, e i fondali dei due crateri sono separati soltanto da una piccola spaccatura. A nord-nordovest di Main si trova il cratere Gioja.
Main è formato da tre crateri sovrapposti che si sono fusi assieme quando i loro fondali sono stati ricoperti dalla lava, lasciando una forma abbastanza circolare, con dei rigonfiamenti ad ovest e a nordest. La stessa lava ha congiunto i fondali di Main e Challis a sud.
Quello che resta del bordo di Main è un basso pendio quasi alla stessa altezza del terreno circostante. C'è un piccolo cratere di forma emisferica e privo del bordo occidentale situato sul bordo orientale. Il fondo di Main è abbastanza piano, sebbene punteggiato da numerosi crateri minori collocati su di una fascia che attraversa il fondale da sudovest a nordest. Non c'è alcun picco centrale, e nemmeno alture degne di nota.

## Crateri correlati
Alcuni crateri minori situati in prossimità di Main sono convenzionalmente identificati, sulle mappe lunari, attraverso una lettera associata al nome.
| Main | Latitudine | Longitudine | Diametro |
| ---- | ---------- | ----------- | -------- |
| L    | 81,7° N    | 23,2° E     | 14 km    |
| N    | 82,3° N    | 22,0° E     | 11 km    |